# Raccordement d'interconnexion nord-sud (LGV)
Het raccordement d'interconnexion nord-sud is een Ligne à Grande Vitesse (LGV) ten oosten van Parijs. De lijn vormt een verbinding tussen de hogesnelheidslijnen richting Lille, Straatsburg en Marseille waardoor tussen diverse regio's rechtstreekse verbindingen mogelijk zijn, zonder overstap in Parijs. De lijn is 57,5 km lang en heeft als lijnnummer RFN 226 310.

## Geschiedenis
In 1987 werd bekendgemaakt dat een verbindende hogesnelheidslijn gebouwd zou worden tussen de in aanleg zijnde LGV Nord en de bestaande LGV Sud-Est. De déclaration d'utilité publique werd in 1990 afgegeven en nog datzelfde jaar begonnen de bouwwerkzaamheden. Op 29 mei 1994 werden de lijn tussen de aansluiting Vemars aan de lijn Gonesse - Lille en de aansluiting Coubert aan de lijn Villeneuve-Saint-Georges - Moisenay geopend. Tegelijkertijd werd het nieuwe station Marne-la-Vallée - Chessy geopend, dat was gebouwd ter ontsluiting van Disneyland Paris. Op 2 november 1994 opende het station Aéroport Charles-de-Gaulle 2 TGV op luchthaven Parijs-Charles de Gaulle.
Sinds 2007 sluit de LGV Est aan op de LGV Interconnexion Est tussen Aéroport Charles de Gaulle 2 en Marne-la-Vallée - Chessy. Er bestaat zowel een aansluiting naar het noorden als naar het zuiden. Beide aansluitingen worden gebruikt door de TGV's van de LGV Est.
De aanleg van de lijn heeft het gebruik van langeafstandstreinen tussen verschillende landsdelen van Frankrijk flink gestimuleerd, omdat een overstap in Parijs niet meer nodig is.

## Toekomst
Momenteel wordt een aansluiting gebouwd die de hogesnelheidslijn verbind met de klassieke spoorlijn Parijs - Creil. Zowel regionale als hogesnelheidstreinen zullen van deze verbinding gebruik maken. De verwachte oplevering is in juli 2026.

## Treindiensten

### Ouigo
De low-cost-dochter van de SNCF is een belangrijke gebruiker van de lijn. Diens treinen (die ook met een snelheid van 300-320km/u rijden) gebruiken de lijn als verbinding tussen de steden: Tourcoing/Rijsel - Straatsburg - Rennes - Nantes - Bordeaux - Marseille - Montpellier. De treinen vertrekken vaak buiten Parijs, waardoor ze de hoofdstad passeren via deze lijn en halt houden in Aéroport CDG TGV en Marne-la-Vallée TGV (Disneyland). Wanneer de Ouigo van het noorden (Rijsel/Tourcoing) of oosten (Straatsburg) komt en naar het westen (Rennes/Nantes) gaat, stopt ze ook  in Massy-TGV. Dit station ligt ten zuiden van Parijs, op de klassieke verbinding tussen de Interconnexion Est en de LGV Atlantique. Hierdoor worden zowel Noord-, Oost- als Zuidwest-Parijs aangedaan.

### TGV

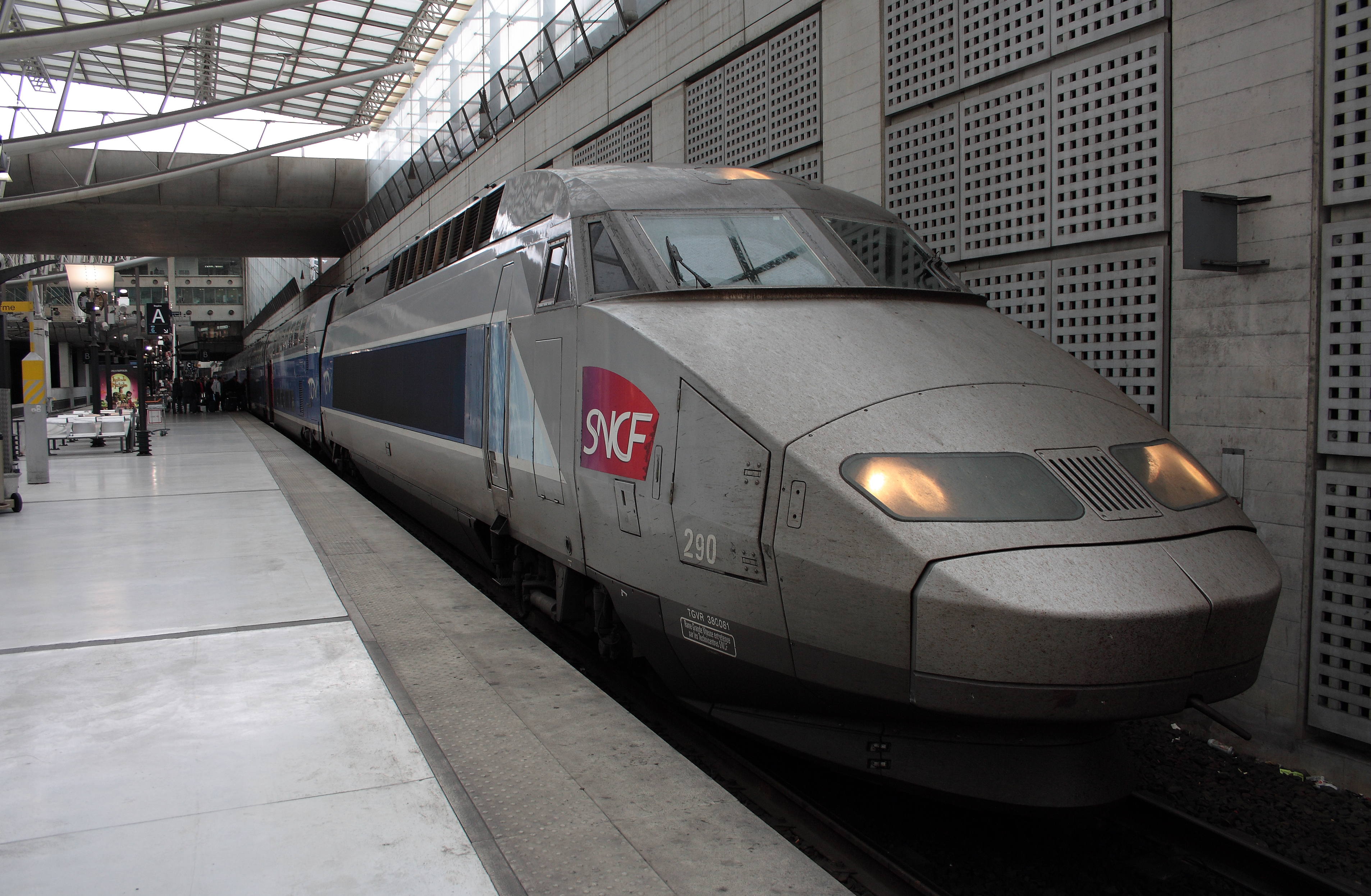
Een TGV op Aéroport Charles-de-Gaulle 2 TGV.

- Alle TGV's vanuit Lille Europe die verder dan Parijs rijden. Zoals: Bordeaux, Mulhouse, Marseille, Nantes en Rennes.
- Internationaal: Dagelijks rijdt een aantal TGV's van Brussel-Zuid via de LGV Interconnexion Est verder naar Zuid-Frankrijk; hetzij naar Montpellier, hetzij naar Nice. Vaak wordt deze internationale TGV gecombineerd met een treinstel uit Lille.[2] De TGV vanuit Brussel stopt ook in het centrum van Lyon (Lyon-Part-Dieu). Vanuit Brussel kan men per TGV de volgende eindbestemmingen bereiken: Montpellier, Toulouse (via Lyon), Perpignan en Nice.

### Eurostar

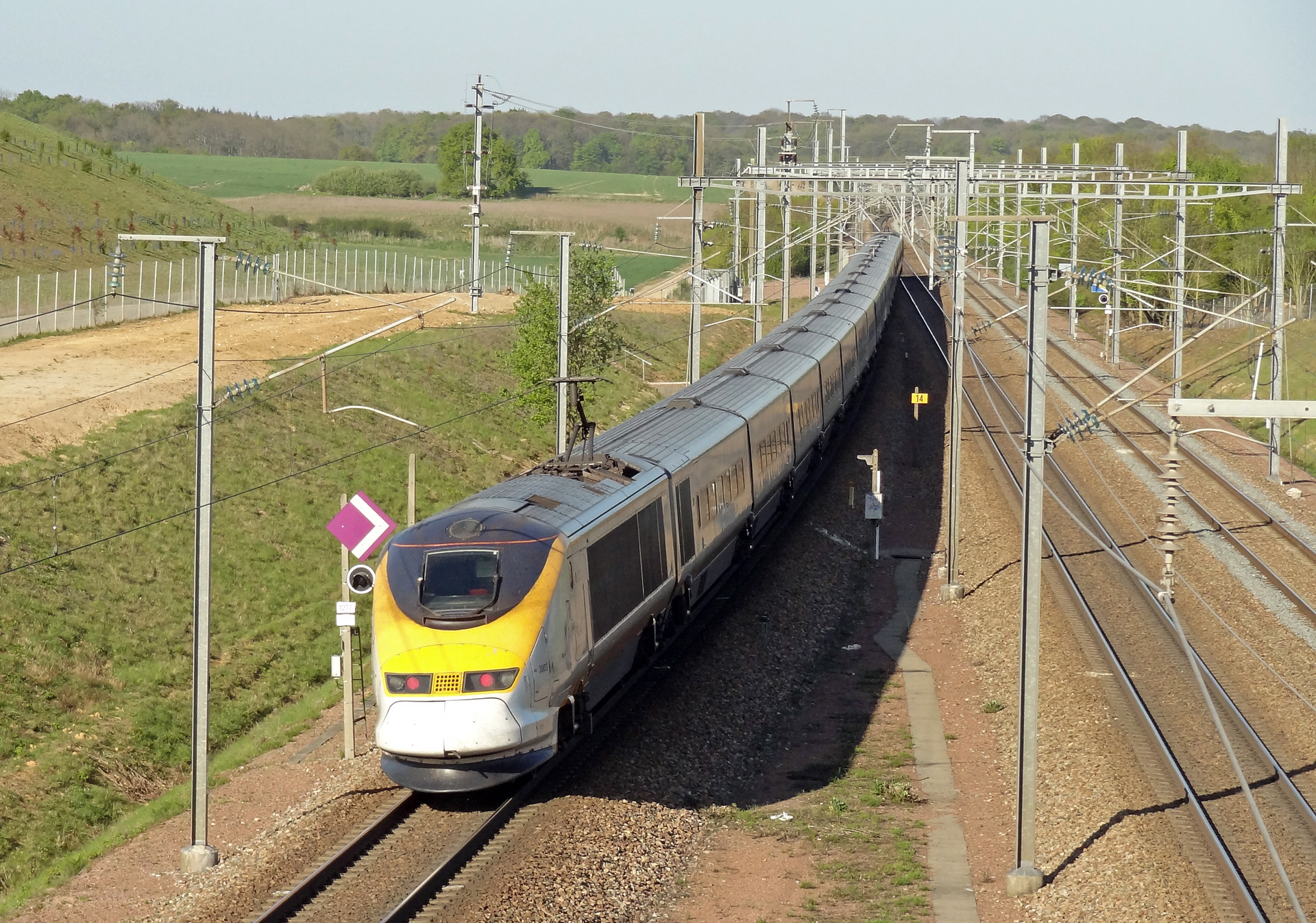
Eurostar bij Moussy-le-Neuf

- Dagelijks twee verbindingen tussen Amsterdam Centraal en Marne la Vallée - Chessy (Disneyland Paris) met haltes in Schiphol Airport, Rotterdam Centraal, Antwerpen-Centraal, Brussel-Zuid en Aéroport Charles-de-Gaulle. Deze trein vervangt sinds april 2019 de Eurostarverbinding tussen Amsterdam en Lille (Rijsel) en biedt een rechtstreekse verbinding tussen de twee grootste steden van Nederland en Disneyland. Hij verbindt tevens twee van de grootse luchthavens van Europa: Parijs Charles de Gaulle en Schiphol.
- De Zomereurostar (1) Amsterdam - Brussel - Marseille rijdt elke zaterdag in de hoogzomer. Dit is een snellere verbinding[bron?], door het ontbreken van een overstap van Eurostar op TGV, en het rijden zonder tussenstops tussen Brussel-Zuid en Valence-Rhône-Alpes-Sud TGV.
- De Zomereurostar (2) Brussel - Bordeaux rijdt vanaf juni 2019[bron?] elke zaterdag één keer heen en terug in de zomermaanden. Dit is een non-stop verbinding tussen Brussel-Zuid en Bordeaux Saint-Jean. De afstand van 956 km wordt in ruim vier uur afgelegd, waarbij tussen Parijs en Bordeaux met een snelheid van 320 km/u wordt gereden.[bron?]
- De Wintereurostar Amsterdam - Brussel - Bourg-Saint-Maurice rijdt op zaterdag tijdens het wintersportseizoen.

- Eurostar Londen - luchthaven Charles de Gaulle - Disneyland Parijs. Deze rijdt dagelijks. In de zomer rijden er Eurostars door naar Avignon en in de wintersportseizoenweekenden naar Bourg-Saint-Maurice.

| Serie         | Treinsoort          | Route | Bijzonderheden |
| ------------- | ------------------- | --- | --- |
| TGV 5000      | TGV (SNCF)          | [ Marseille-Saint-Charles – Avignon TGV – ] / [ Montpellier-Saint-Roch – ] Lyon-Part-Dieu – Aéroport Charles-de-Gaulle 2 TGV – Lille-Europe | |
| TGV 5200      | TGV (SNCF)          | [ [ Nantes – ] / [ Rennes – ] Le Mans – ] / [ Bordeaux-Saint-Jean – Saint-Pierre-des-Corps – ] Massy TGV – Aéroport Charles-de-Gaulle 2 TGV – [ Lille-Europe ] / [ Lille-Flandres ] | |
| TGV 5300      | TGV (SNCF)          | [ [ [ Nantes – Angers-Saint-Laud – [ Saumur – Saint-Pierre-des-Corps – ] / [ Le Mans – ] ] / [ Rennes – Le Mans – ] Massy TGV – ] ] / [ Le Havre – Rouen-Rive-Droite – Mantes-la-Jolie – Versailles-Chantiers – Massy-Palaiseau – ] Lyon-Part-Dieu – [ Lyon-Perrache ] / [ Valence-Rhône-Alpes-Sud TGV – [ Nîmes-Pont-du-Gard – Montpellier-Sud-de-France ] / [ Nîmes – Montpellier-Saint-Roch ] / [ Avignon TGV – Aix-en-Provence TGV – Marseille-Saint-Charles ] ] | |
| TGV 5400      | TGV (SNCF)          | Bordeaux-Saint-Jean – Angoulême – Poitiers – Saint-Pierre-des-Corps – Massy TGV – Marne-la-Vallée - Chessy – Aéroport Charles-de-Gaulle 2 TGV – Champagne-Ardenne TGV – Meuse TGV – Lorraine TGV – Strasbourg-Ville | Rijdt driemaal per dag. Twee treinen via Meuse TGV, een via Aéroport Charles-de-Gaulle 2 TGV.                                                            |
| TGV 5450      | TGV (SNCF)          | [ Rennes – ] / [ Nantes – Angers-Saint-Laud – ] Le Mans – Massy TGV – Marne-la-Vallée - Chessy – Aéroport Charles-de-Gaulle 2 TGV – Champagne-Ardenne TGV – Lorraine TGV – Strasbourg-Ville | Twee treinen per dag. |
| Ouigo 7815    | TGV (SNCF)          | Lille-Flandres – Aéroport Charles-de-Gaulle 2 TGV – Marne-la-Vallée - Chessy – Lyon-Perrache | |
| Ouigo 7830    | TGV (SNCF)          | [ Lille-Flandres – TGV Haute-Picardie – ] / [ Tourcoing – ] Aéroport Charles-de-Gaulle 2 TGV – Marne-la-Vallée - Chessy – [ Lyon-Part-Dieu – ] / [ Lyon-Saint-Exupéry TGV – Valence-Rhône-Alpes-Sud TGV – ] Avignon TGV – Aix-en-Provence TGV – Marseille-Saint-Charles | |
| Ouigo 7860    | TGV (SNCF)          | [ Lille-Flandres – ] / [ Tourcoing – TGV Haute-Picardie – ] Aéroport Charles-de-Gaulle 2 TGV – Marne-la-Vallée - Chessy – [ Lyon-Part-Dieu – Valence-Rhône-Alpes-Sud TGV – ] / [ Lyon-Saint-Exupéry TGV – ] Nîmes-Pont-du-Gard – Montpellier-Sud-de-France | |
| Eurostar 9000 | Eurostar (Eurostar) | [ Paris-Nord – ] / [ Marne-la-Vallée - Chessy – ] / [ Bourg-Saint-Maurice – ] London St Pancras | Vanaf Bourg-Saint-Maurice van december tot april. |
| TGV 9800      | TGV (SNCF)          | [ Luxemburg – Thionville – Metz-Ville – Strasbourg-Ville – Mulhouse-Ville – Belfort-Montbéliard TGV – Besançon Franche-Comté TGV – Dijon-Ville – Mâcon-Ville – ] / [ Brussel-Zuid – Lille-Europe – Arras – TGV Haute-Picardie – Aéroport Charles-de-Gaulle 2 TGV – [ Champagne-Ardenne TGV – Meuse TGV – Lorraine TGV – Strasbourg-Ville ] / [ Marne-la-Vallée - Chessy – [ Massy TGV – Le Mans – [ Laval – Rennes ] / [ Angers-Saint-Laud – Nantes ] ] / [ Creusot TGV – ] Lyon-Part-Dieu – [ Avignon TGV – Marseille Saint-Charles ] / [ Montpellier-Saint-Roch – Perpignan ] ] | Dagelijkse verbinding met Montpellier en Marseille. Perpignan - Brussel tweemaal per week.                                                               |
| Eurostar 9900 | Eurostar (Eurostar) | Amsterdam Centraal – Schiphol Airport – Rotterdam Centraal – Antwerpen-Centraal – Brussel-Zuid – [ Aéroport Charles-de-Gaulle 2 TGV – Marne-la-Vallée - Chessy ] / [ Chambéry-Challes-les-Eaux – Albertville – Moûtiers - Salins - Brides-les-Bains – Aime-La Plagne – Landry – Bourg-Saint-Maurice ] / [ Valence-Rhône-Alpes-Sud TGV – Avignon TGV – Aix-en-Provence TGV – Marseille Saint-Charles ] | Via HSL. Marne-la-Vallée - Chessy 2 keer per dag. Bourg-Saint-Maurice 1 keer per week in de winter. Marseille Saint-Charles 1 keer per week in de zomer. |

## Projecten
Het raccordement d'interconnexion nord-sud zou in de toekomst aangevuld kunnen worden door de LGV Interconnexion Sud, een korte LGV-lijn tussen het raccordement d'interconnexion nord-sud en de LGV Atlantique. Deze lijn is vooral bedoeld om de Grande ceinture van Parijs te vermijden; een lijn waarop zich door intensief gebruik regelmatig vertragingen voordoen. De aanleg van de lijn zou samengaan met de aanleg van een TGV-station op of nabij de luchthaven Parijs-Orly. Reizigers zullen vanaf 2026/2027 wel een rechtstreekse verbinding hebben per metro van de luchthaven van Orly naar het station Massy TGV. De toekomstige automatische metrolijn 18, die onderdeel uitmaakt van het Grand Paris Express-project, zal 9 minuten doen over de afstand tussen de luchthaven en het TGV station, tegenover de huidige 36 minuten per bus.
Om Amiens een betere aansluiting te geven op het TGV-netwerk, zal de spoorlijn Aéroport Charles-de-Gaulle 2 TGV - Survilliers-Fosses worden aangelegd; een nieuwe spoorlijn tussen de spoorlijn Paris-Nord - Lille en de LGV Interconnexion Est, die inzet van TGV-treinen tussen Amiens en de rest van Frankrijk mogelijk maakt. Deze nieuwe lijn zal ook gebruikt worden door TER-treinen tussen Creil en Charles-de-Gaulle 2 TGV, om zo de reistijd voor reizigers tussen Picardië en het noordoosten van Île-de-France met meer dan een uur te verkorten.

## Aansluitingen
In de volgende plaatsen is er een aansluiting op de volgende spoorlijnen:
Triangle de Vémars
RFN 226 000, spoorlijn tussen de aansluiting Gonesse en Lille grens
RFN 226 301, raccordement van Vémars
Aéroport Charles-de-Gaulle 2 TGV
RFN 076 000, spoorlijn tussen Aulnay-sous-Bois en Roissy 2-RER
Raccordement LN6
RFN 226 321, raccordement van Messy
RFN 226 320, raccordement van Annet
Tournan
RFN 226 318, raccordement van Tournan
aansluiting Presles
RFN 752 308, raccordement van Coubert
aansluiting Chevry-Cossigny
RFN 752 100, spoorlijn tussen Villeneuve-Saint-Georges en de aansluiting Moisenay